# Nissan Note
La Nissan Note è una monovolume compatta prodotta dalla casa automobilistica giapponese Nissan Motor Co a partire dal 2004 ma venduta in Europa solo a partire dal 2006 come erede della Nissan Almera Tino.

## Prima generazione (2004-2013)

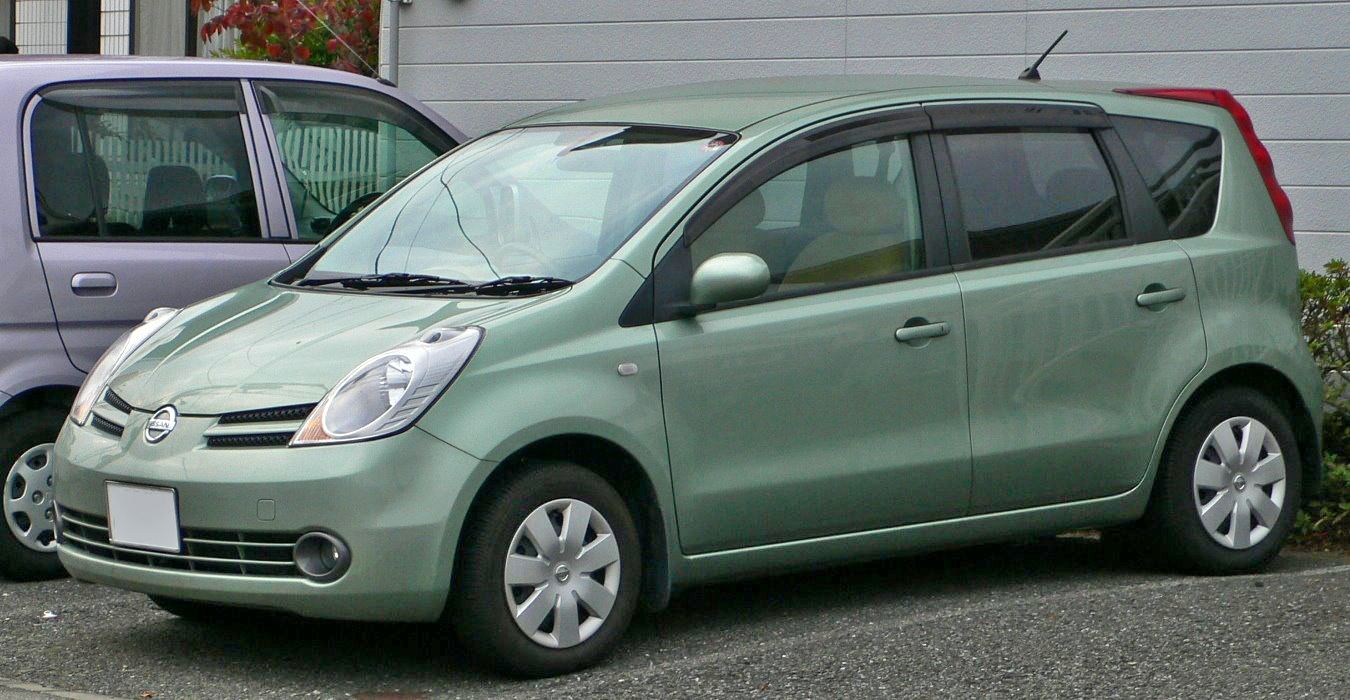
La versione giapponese di Note (prodotta dal 2004 al 2008)

Anticipata dalla concept car Nissan Tone la Note costituisce la risposta alla grande richiesta delle vetture monovolume compatte. Lo stile riprende tratti dalla Micra e dalla Renault Modus della quale utilizza motori e telaio di base. Disegnata da Taiji Toyota il frontale presenta la classica mascherina ripresa anche dal Murano mentre la coda è caratterizzata un'inedita fanaleria a boomerang che risale verso il tetto. Sfrutta uno schema sospensivo configurato come McPherson all'avantreno e ponte torcente al retrotreno. Gli esemplari destinati all'Europa vengono prodotti presso lo stabilimento inglese di Sunderland di proprietà della Nissan a partire dal 2006.
Il bagagliaio possiede un volume minimo pari a 280 litri che salgono fino a 1.332 litri abbattendo il divano posteriore. Notevole lo spazio interno e numerosi i portaoggetti che garantiscono un abitacolo molto flessibile e sfruttabile. In Italia la Note è disponibile in una gamma di tre allestimenti: Visia, Acenta e il più sportivo Tekna. La versione Visia comprende ABS, airbag frontali e laterali, appoggiatesta posteriori, chiusura centralizzata e volante regolabile in altezza. L'Acenta aggiunge autoradio CD, il sistema Flexy-Board, climatizzatore manuale, fendinebbia, e cerchi in lega leggera mentre la Tekna comprende il controllo elettronico di stabilità e trazione, navigatore satellitare touch screen con sistema bluetooth e sensori di parcheggio posteriori oltre il climatizzatore automatico con schermo LCD.

### Restyling 2009

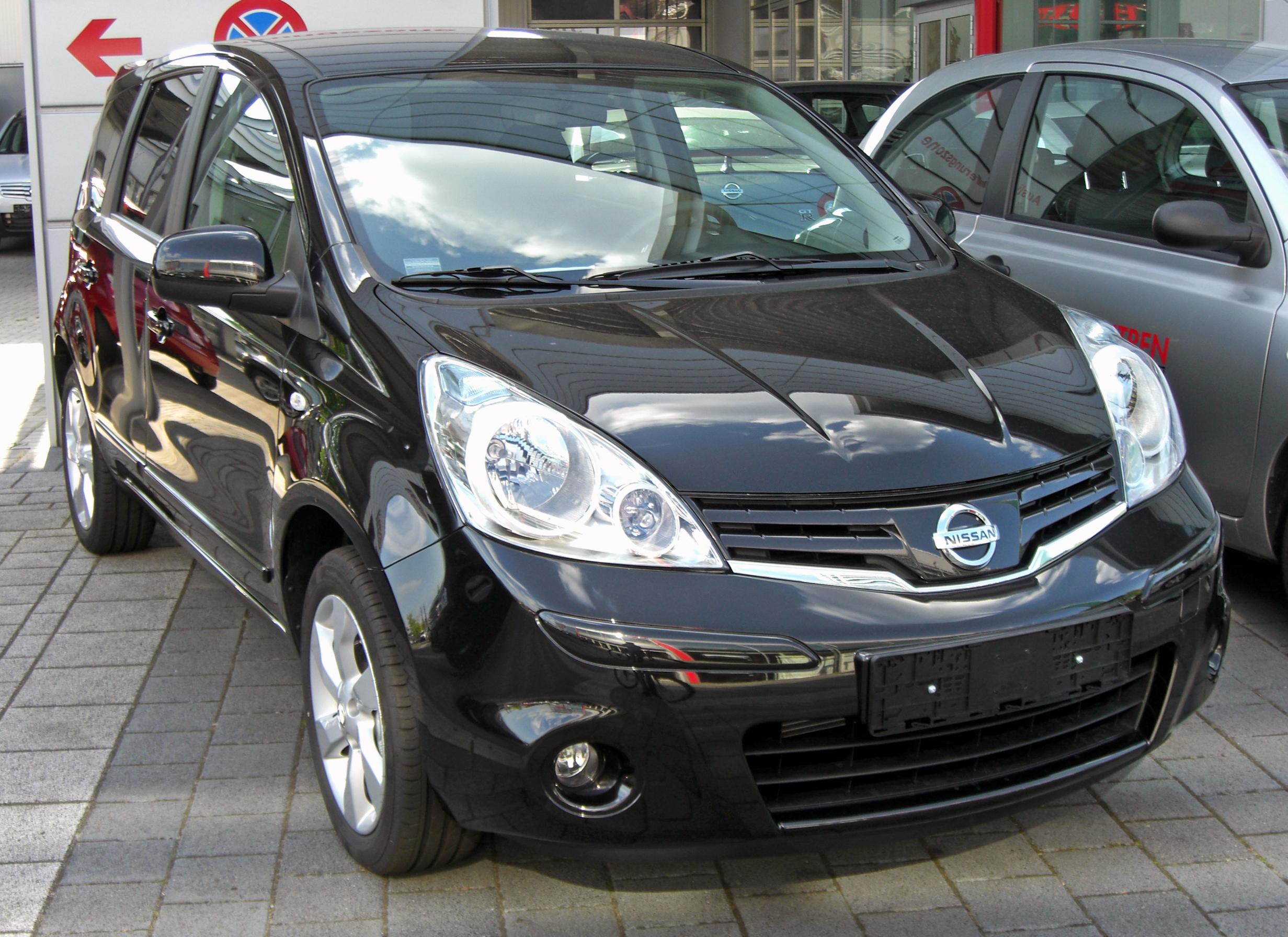
La Note ristilizzata del 2009

Un leggero restyling è stato presentato al Salone dell'auto di Parigi nel novembre del 2008. I designer giapponesi hanno ridisegnato il frontale: nuovi fari, mascherina e paraurti dotati di nuove nervature. Il retro non presenta sostanziali modifiche. Tra gli interni migliorate le plastiche di qualità leggermente superiore e migliorato anche l'assemblaggio.
Le novità più importanti si concentrano nelle motorizzazioni, infatti viene introdotto il diesel 1.5 dCI da 103 cavalli abbinato al filtro attivo antiparticolato e un motore 1.4 16V bifuel disponibile sia a benzina che a GPL (Nissan EcoNote).

### Motorizzazioni
La Note è disponibile con una gamma composta di 5 propulsori: due benzina 1.4 e 1.6 16 valvole capaci di 88 e 110 cavalli, due diesel common rail 1.5 dCi a 8 valvole da 86 e 103 cavalli (quest'ultimo con filtro DPF) e un bifuel 1.4 16V da 88 cavalli. Il cambio per tutte le versioni è un manuale a 5 rapporti mentre tra gli optional, per il motore 1.6 16V, figura l'automatico a 4 rapporti denominato Matic. Fino al 2008 era disponibile anche un diesel 1.5 dCi con 68 cavalli in seguito non più prodotto a causa delle scarse richieste e poco adatto alla mole della vettura (lunga quasi 4,10 metri).
| Modello         | Disponibilità | Motore                           | Cilindrata cm³ | Potenza        | Coppia massima          | Emissioni CO2 (g/km) | 0–100 km/h (secondi) | Velocità max (km/h) | Consumo medio (km/l) |
| 1.4 16V         | dal debutto   | 4 cilindri in linea, Benzina     | 1.386          | 65 kW (88 CV)  | 128 N·m @3.200 giri/min | 139                  | 13,1                 | 165                 | 16,9                 |
| 1.4 16V EcoNote | dal 2008      | 4 cilindri in linea, Benzina-GPL | 1.386          | 65 kW (88 CV)  | 128 N·m @3.200 giri/min | 139                  | 13,1                 | 165                 | 16,9                 |
| 1.6 16V         | dal debutto   | 4 cilindri in linea, Benzina     | 1.598          | 81 kW (110 CV) | 153 N·m @4.400 giri/min | 155                  | 10,7                 | 183                 | 15,2                 |
| 1.5 dCi 86      | dal debutto   | 4 cilindri in linea, Gasolio     | 1.461          | 63 kW (86 CV)  | 200 N·m @1.900 giri/min | 119                  | 13,0                 | 168                 | 22,2                 |
| 1.5 dCi 103     | dal 2008      | 4 cilindri in linea, Gasolio     | 1.461          | 76 kW (103 CV) | 240 N·m @2.000 giri/min | 136                  | 11,1                 | 180                 | 19,6                 |

## Seconda generazione (2012-2020)

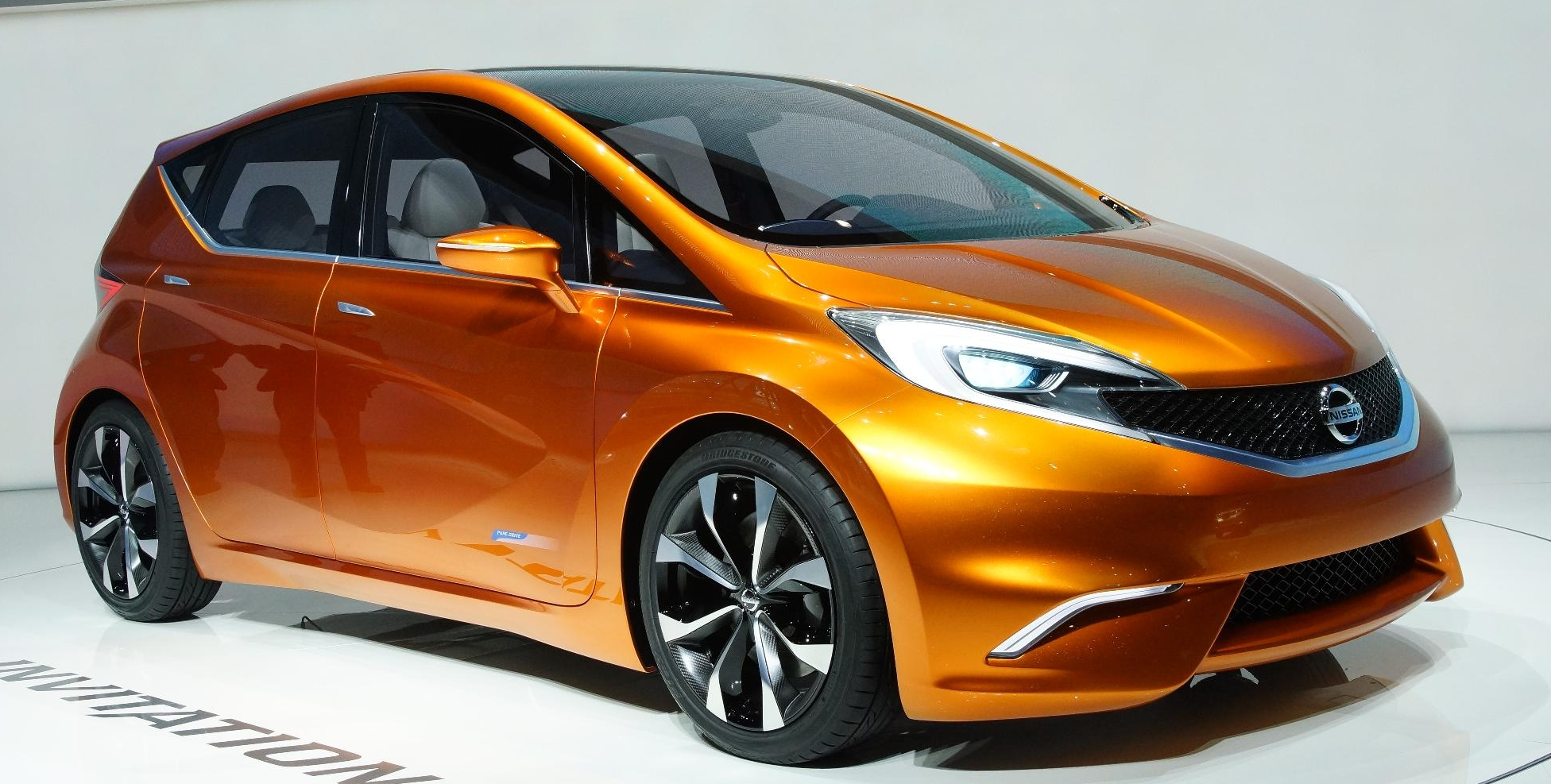
Il prototipo Nissan Invitation del 2012

La seconda generazione della Note viene anticipata dal prototipo Nissan Invitation esposto al salone dell'automobile di Ginevra 2012 semi definitivo, mentre il modello ufficiale viene presentato in Giappone il 28 agosto 2012. La versione europea viene presentata al salone dell'auto di Ginevra nel marzo del 2013. La seconda serie (codice di progetto E12) evolve stilisticamente e concettualmente la prima serie proponendo una classica carrozzeria da monovolume di dimensioni compatte (segmento B).
Sviluppata sulla piattaforma V della Nissan Micra K13 (a sua volta una profonda evoluzione della piattaforma B sviluppata originalmente da Renault e riprogettata da Nissan) le dimensioni restano le stesse della vecchia serie, il passo è di 2,60 metri e la lunghezza è di 4,10 metri. Il tetto viene abbassato di 4 centimetri in modo da abbassare il baricentro e diminuire il rollio in curva. Il design adotta forme morbide ma più tese con il muso a V caratterizzato dalla mascherina Nissan che intercorre sotto i fanali e delle nervature nella fiancata che risalgono lungo i fanali posteriori in posizione verticale. Internamente la vettura viene caratterizzata dalla plancia totalmente ridisegnata con la nuova parte centrale di forma circolare che incorpora lo schermo del sistema multimediale e i comandi audio e clima. Viene introdotto l'Around View Monitor con telecamera con vista a 360 gradi, parcheggio automatico e sensori posteriori di parcheggio. 
La produzione del modello giapponese parte nell'agosto 2012 nell'impianto di Kyushu poco prima della presentazione e le vendite in Giappone partono nel settembre dello stesso anno. Il modello europeo viene fabbricato dall’autunno 2013 nello stabilimento di Sunderland in Inghilterra. Nello stesso anno per la prima volta la Note debutta in Nord America presentata al North American International Auto Show, ribattezzata Versa Note, per posizionarsi all'interno della gamma Nissan americana come modello d'ingresso. La Note venduta in America viene prodotta nello stabilimento di Aguascalientes in Messico.  
Nel 2014 viene presentata la versione Nismo che introduce un pacchetto estetico sportivo con paraurti e minigonne e interni con personalizzazioni specifiche. La Nismo viene venduta solo in Asia e non presenta modifiche meccaniche.

### Restyling 2016

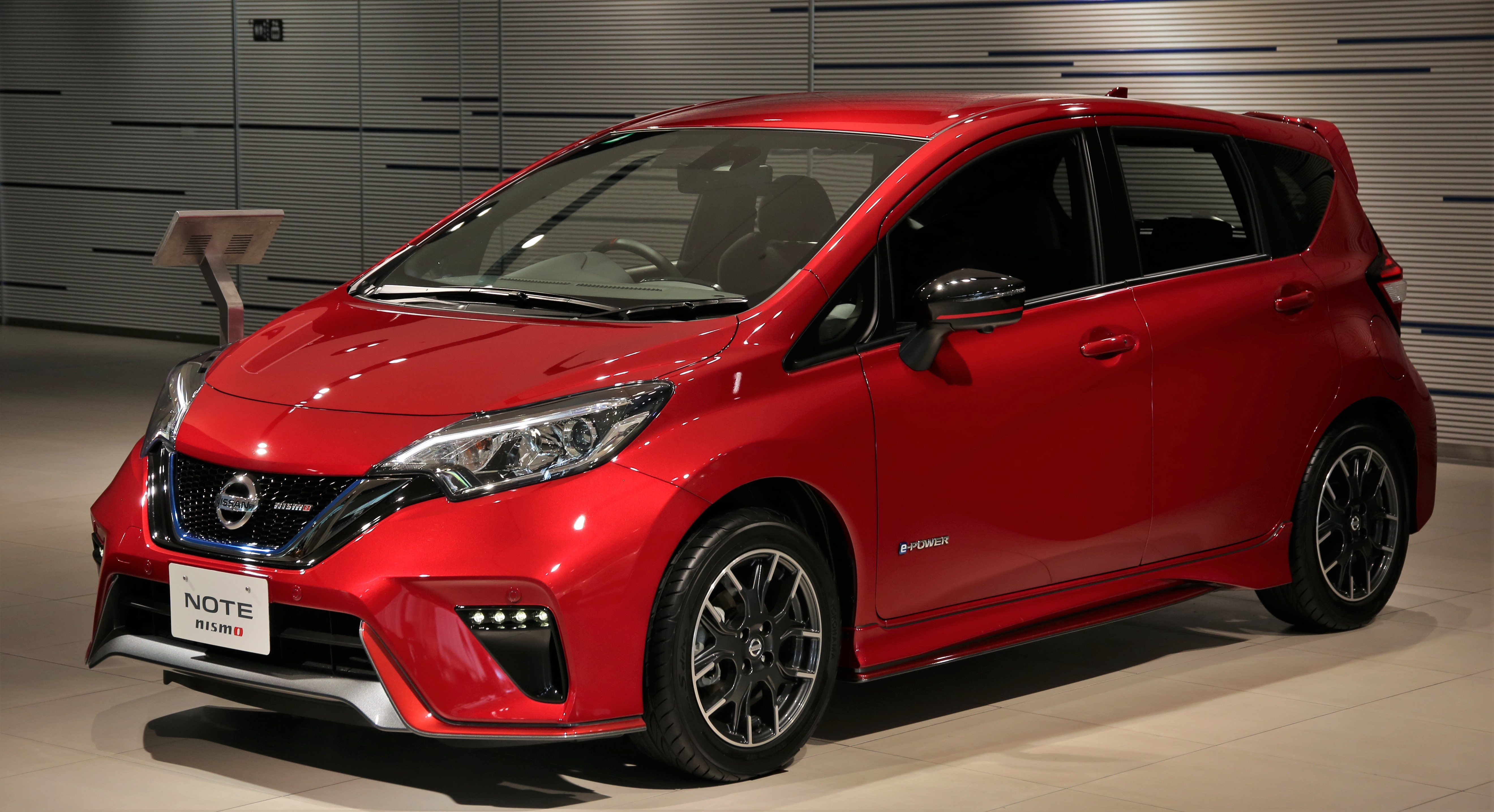
La Note in versione Nismo

Nel 2016 in seguito allo scarso successo riscontrato in Europa la vettura esce di produzione dallo stabilimento inglese e le vendite nel continente terminano; l'eredità viene in parte raccolta dalla quinta generazione di Micra cresciuta nelle dimensioni. Nello stesso anno termina di essere venduta anche in Sud America sostituita dalla crossover Nissan Kicks progettata appositamente per i mercati emergenti. La produzione continua in Giappone e Messico per il mercato asiatico e nord americano. Alla fine del 2016 viene presentato il restyling (non per l'Europa) che introduce nuovi fanali a LED, nuovi paraurti dal design più spigoloso, nuova mascherina di dimensioni maggiori con un trapezio cromato che ingloba il marchio Nissan e sistema di navigazione rivisto. Nel 2019 viene annunciata la fine della produzione messicana e lo stop alle vendite in Nord America. Resta in produzione solo nel mercato Giapponese.

### Note e-Power (ibrida)

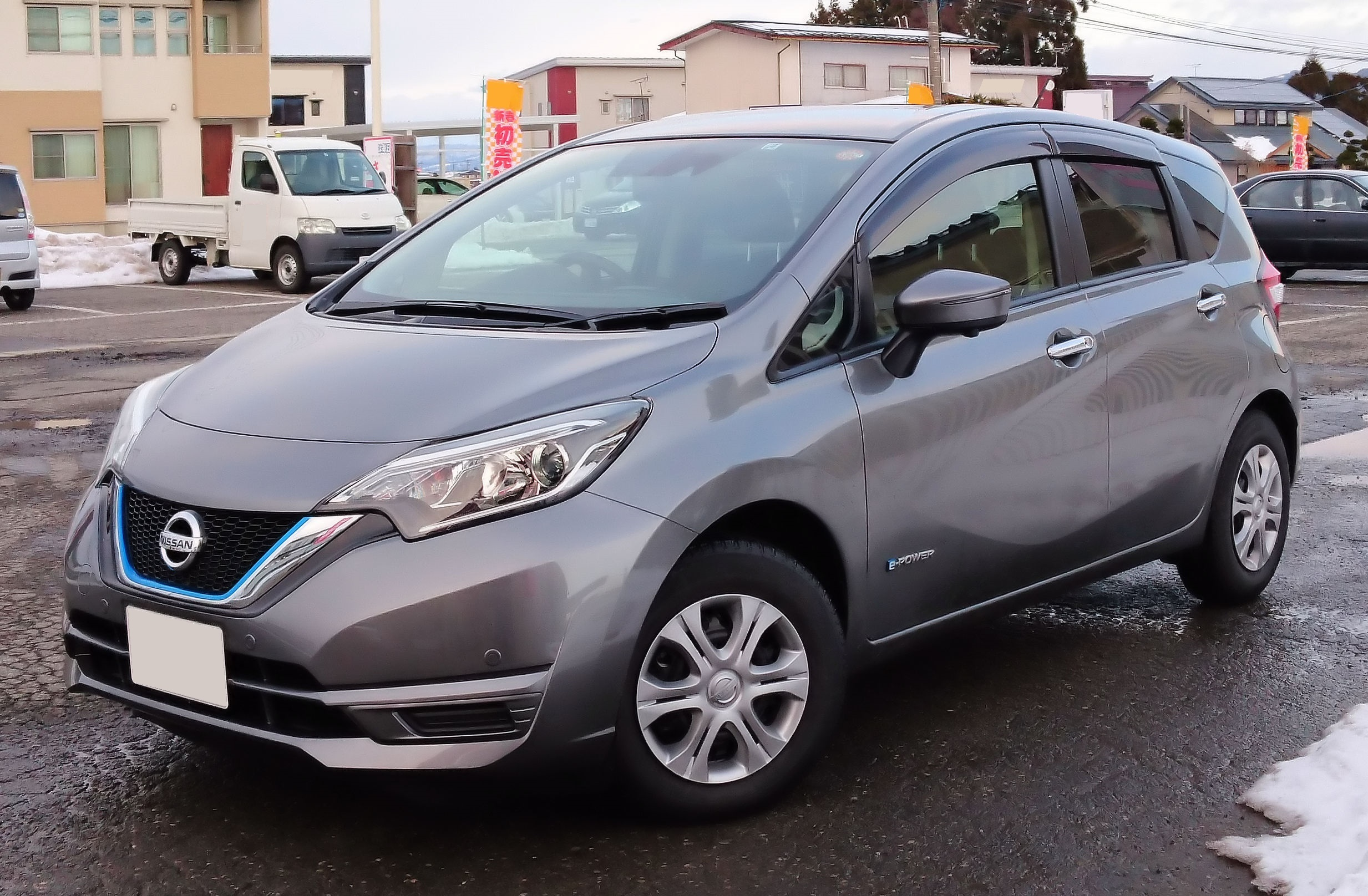
La Note e-Power per il solo mercato giapponese

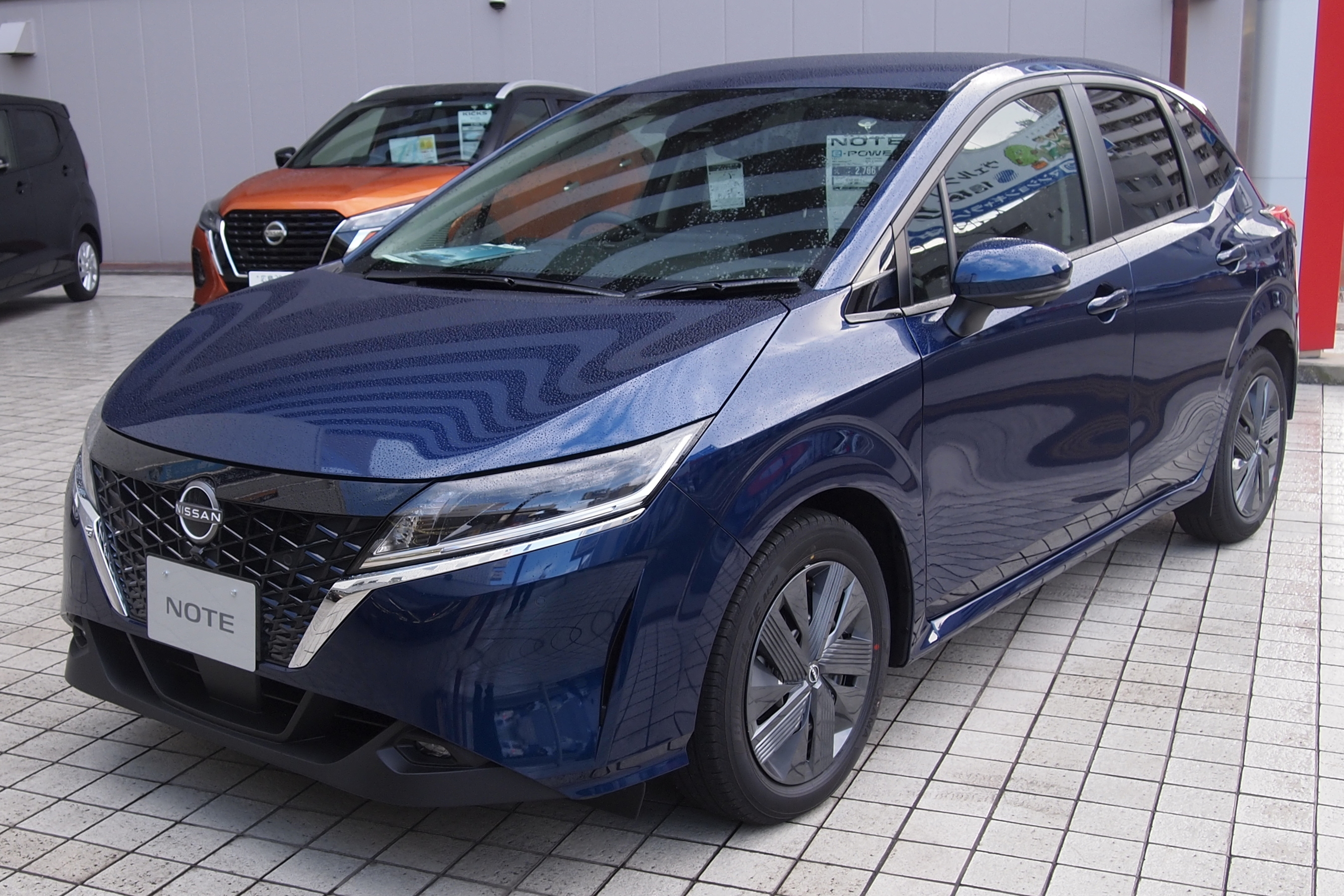
Nissan Note (3 gen)